# Aleuroclava lanceolata
Aleuroclava lanceolata là một loài côn trùng cánh nửa trong họ Aleyrodidae, phân họ Aleyrodinae.
Aleuroclava lanceolata được Takahashi miêu tả khoa học đầu tiên năm 1949.